# Matthias Koehl
Mattias Koehl Jr. (n. 22 ianuarie 1935, Milwaukee, Wisconsin, SUA – d. 9 octombrie 2014, New Berlin⁠(d), Wisconsin, SUA) a fost un pușcaș marin, politician neonazist și scriitor. A fost succesorul lui George Lincoln Rockwell la conducerea Partidului Nazist American și cel mai longeviv lider al organizației (1967-2014). Asemenea diplomatului chilian Miguel Serrano, Koehl a fost influențat de către ocultismul scriitoarei de origine greacă Savitri Devi. Acesta a fost un prieten apropiat al colaboratoarei daneze Florentine Rost van Tonningen.

## Viața
Născut pe 22 ianuarie 1935, în Milwaukee, Wisconsin într-o familie de imigranți maghiari de origine germană, Koehl a studiat jurnalismul în cadrul Universității Wisconsin-Milwaukee și a servit în cadrul United States Marine Corps.

## Politică
Koehl s-a înscris în organizația National Renaissance Party înființată de James Madole, în United White Party și în National States' Rights Party înainte de a se alătura Partidului Nazist American în 1960.
În august 1967, fost comandat adjunct, Koehl l-a succedat pe George Lincoln Rockwell în funcția de lider al National Socialist White People's Party (cunoscut sub denumirea de Partidul Nazist American până în decembrie 1966) după ce acesta din urmă a fost asasinat. În 1983 Koehl s-a schimbat denumirea organizației în „New Order”. Spre finalul vieții sale, acesta a ocupat funcția de lider al World Union of National Socialist, în ciuda asocierii sale cu ideile nazismului esoteric. Deși a avut foarte puține ieșiri publice, Koehl a acceptat să fie intervievat de scriitorul William H. Schmaltz în Arlington, Virginia, în aprilie 1996 în perioada redactării biografiei lui George Lincoln Rockwell de către Schmaltz.

## Moartea
Koehl a murit în noaptea dintre 9 și 10 octombrie 2014, la vârsta de 79 de ani.

## Lucrări
- Some Guidelines To The Development Of The National Socialist Movement (1969)
- The Future Calls (1972)
- The Program of the National Socialist White People's Party (Cicero, IL: NS Publications, 1980)
- Faith of the Future (1995)